# Maitreyi Ramakrishnan
Maitreyi Ramakrishnan (Mississauga, 28 dicembre 2001) è un'attrice canadese di origine tamil.
È diventata nota per il suo ruolo da protagonista, interpretando la studentessa delle scuole superiori Devi Vishwakumar nella serie comica per adolescenti di Netflix Non ho mai... (2020-2023). Ha anche prestato la sua voce nel film Pixar Red (2022) e in diverse serie animate, tra cui My Little Pony: Ritrova la tua magia (2022-2023) e My Little Pony: Racconta la tua storia (2022-2024).

## Biografia
Maitreyi Ramakrishnan è nata e cresciuta il 28 dicembre 2001 a Mississauga, in Ontario. La sua famiglia è originaria Tamil dello Sri Lanka, che sono arrivati in Canada come rifugiati a causa della guerra civile nel loro paese. Maitreyi ha affermato di identificarsi come canadese tamil e non come singalese, a causa dell'impatto della guerra sui civili dello Sri Lanka Tamil. Ha frequentato la Lisgar Middle School. Ha iniziato a recitare a 15-16 anni in recite scolastiche e si è diplomata presso la Meadowvale Secondary School, dove nel corso del suo ultimo anno, ha preso la decisione di intraprendere la carriera di attrice, ottenendo il suo primo ruolo nella serie commedia drammatica Netflix per adolescenti Non ho mai... come protagonista, meno di un anno dopo. Rinvia la sua accettazione al programma teatrale alla York University di Toronto, che inizialmente aveva pianificato di frequentare l'autunno dopo essersi diplomata al liceo, in modo da poter girare Non ho mai... a Los Angeles.

## Carriera

### Esordio e svolta conNon ho mai...(2019-2021)

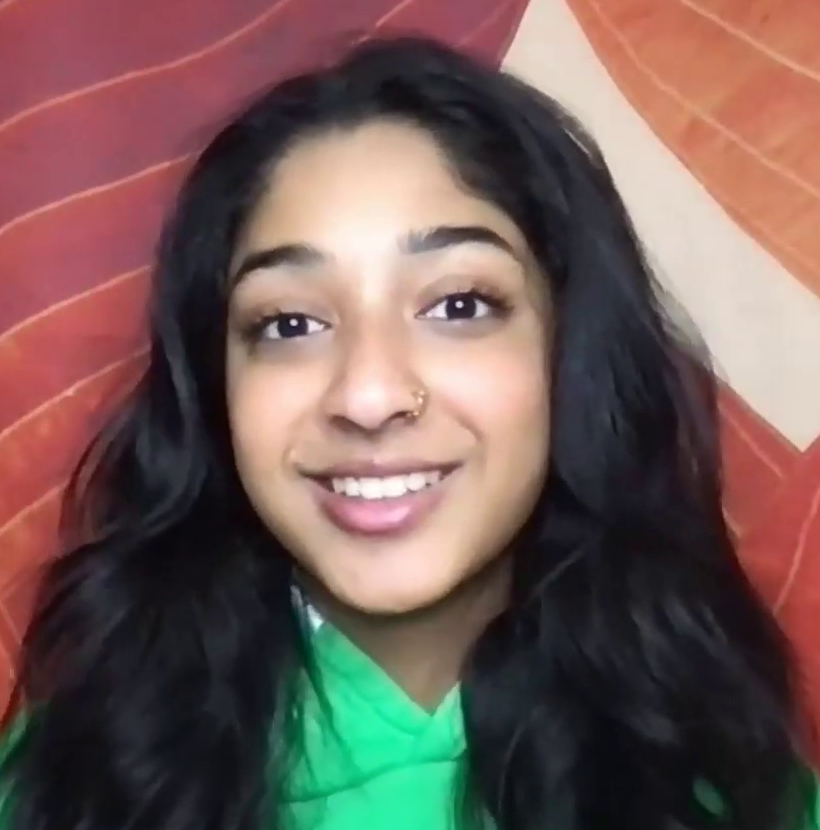
Maitreyi Ramakrishnan nel 2021

Ramakrishnan ha esordito come attrice professionista interpretando il ruolo di Devi Vishwakumar, la protagonista della serie commedia drammatica per adolescenti Non ho mai... prodotta da Netflix. Nel 2019, è stata selezionata da Mindy Kaling tra 15.000 candidati che avevano partecipato a un casting aperto per la produzione. Il suo nastro di audizione è stato registrato in una biblioteca locale utilizzando la telecamera della madre. Successivamente, le fu richiesto di inviare altri quattro video prima di essere invitata a Los Angeles per un provino, che le valse il ruolo. All'epoca del casting, Ramakrishnan aveva 17 anni ed era priva di esperienze professionali in campo teatrale. In un'intervista, ha raccontato di essere cresciuta ammirando l'attore indiano Vijay, in particolare nel film tamil Pokkiri, il quale ha avuto un'influenza determinante nella sua decisione di intraprendere la carriera di attrice. Il suo casting attirò una significativa attenzione mediatica, in particolare in Canada, non solo per la sua partecipazione a un casting aperto, ma anche per la sua identità di tamil canadese. Nello stesso anno, Today l'ha inserita nella lista delle diciotto "Groundbreakers" in occasione della Giornata internazionale della ragazza, riconoscendola come una delle giovani che stavano abbattendo barriere e contribuendo al cambiamento del mondo.
Nel mese di aprile 2020, Non ho mai... è stato presentato in anteprima su Netflix. Il personaggio interpretato da Maitreyi Ramakrishnan, Devi Vishwakumar, una studentessa tamil indiano-americana delle scuole superiori, è vagamente ispirato a Mindy Kaling. La serie è andata in onda per quattro stagioni, concludendosi a giugno 2023. La serie e la performance di Ramakrishnan hanno ricevuto ampie recensioni positive, con Variety che ha definito la sua interpretazione una "performance rivelazione". Nel corso della sua carriera, Ramakrishnan ha ricevuto numerose candidature, tra cui un Independent Spirit Award, un Canadian Screen Award, un MTV Movie & TV Award e due People's Choice Awards. Nel luglio 2020, Netflix ha annunciato che la serie era stata vista da 40 milioni di famiglie in tutto il mondo dalla sua uscita. Sempre a maggio dello stesso anno, Ramakrishnan ha partecipato alla serie di letture dal vivo Acting for a Cause, interpretando Olivia in una lettura virtuale dell'opera teatrale La dodicesima notte di William Shakespeare, con l'obiettivo di raccogliere fondi per un ospedale di Chicago impegnato nella lotta contro la pandemia di COVID-19. Più tardi, nello stesso mese, ha ospitato il segmento in live streaming della categoria "Programmazione per bambini e ragazzi" in occasione dell'ottava edizione dei Canadian Screen Awards. Nel febbraio 2021, è stata nominata "Breakout Actor" nella lista Time100 Next di Time, che include le cento persone più influenti del futuro.

### Tra ruoli cinematografici e doppiaggio (2022-presente)

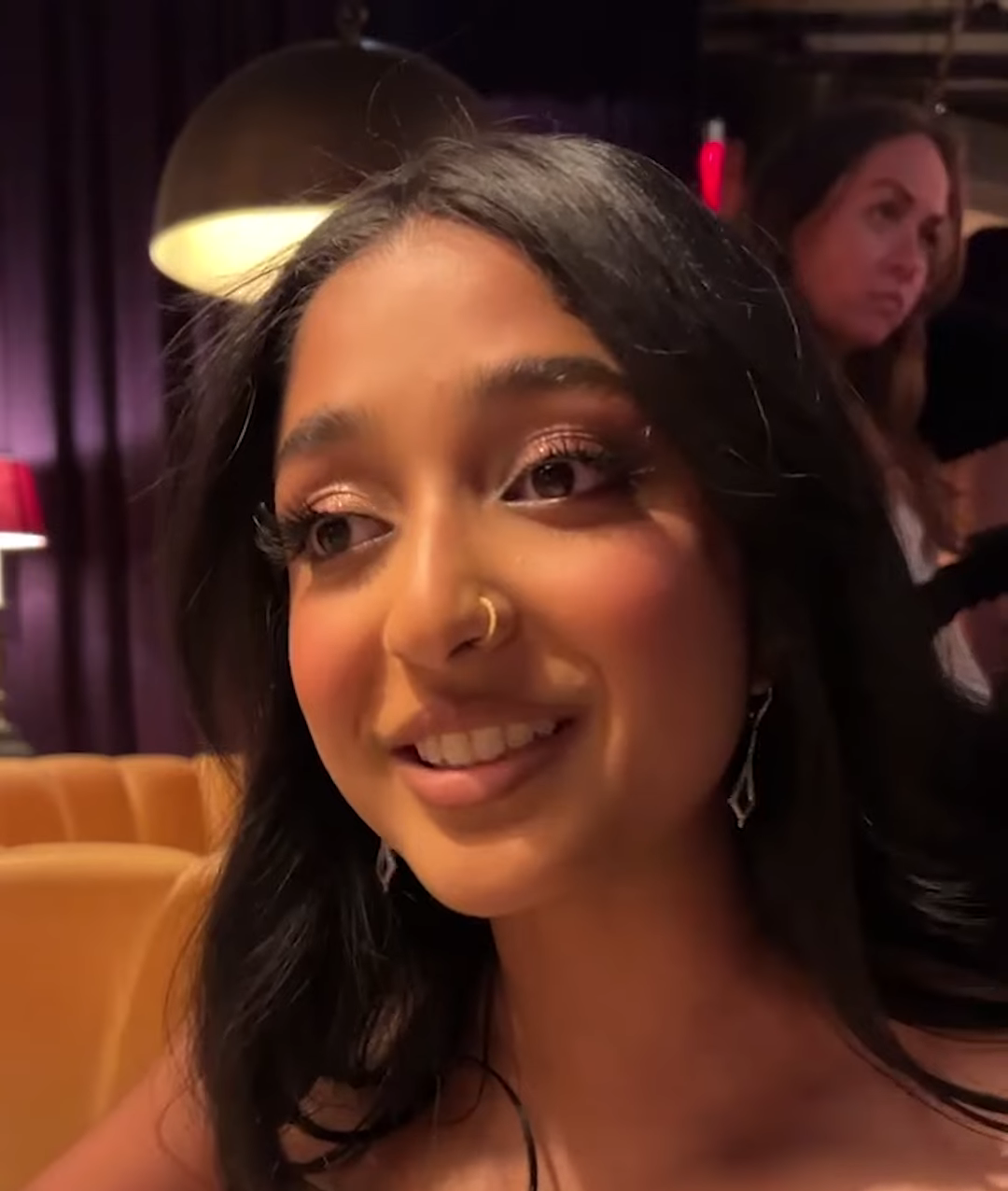
Maitreyi Ramakrishnan nel 2023

Ramakrishnan ha doppiato il personaggio di Priya Mangal, una ragazza indo-canadese, dolce e impassibile, tra le amiche della protagonista, nel film di animazione commedia e fantasy Red prodotto dalla Pixar. Il film è stato distribuito l'11 marzo 2022 su Disney+ e in alcuni cinema. Inoltre, Ramakrishnan ha interpretato Zipp Storm, uno dei personaggi principali, in tutti i contenuti della quinta fase del franchise My Little Pony. Il primo progetto di questa nuova fase del franchise, la serie web animata My Little Pony: Racconta la tua storia in formato cortometraggio, è stata presentata in anteprima su YouTube ad aprile 2022. Sebbene la serie sia stata rinnovata fino al 2026, si è conclusa prematuramente nell'ottobre 2024 con solo due stagioni. Ramakrishnan ha ripreso il ruolo di Zipp Storm per la serie animata My Little Pony: Ritrova la tua magia, prodotta da Netflix, che ha debuttato a settembre dello stesso anno, seguita da uno speciale omonimo a maggio. La serie è proseguita con sei "capitoli" fino a novembre 2023. Sempre nell'aprile 2022, Ramakrishnan è stata premiata con il Radius Award, un riconoscimento onorario dell'Academy of Canadian Cinema & Television, durante la decima edizione dei Canadian Screen Awards, in riconoscimento del suo impatto globale nel campo della televisione. A novembre dello stesso anno, ha preso parte a uno speciale natalizio legato alla serie My Little Pony: Ritrova la tua magia, intitolato My Little Pony: Winter Wishday. Successivamente, ha partecipato anche ai terzi e quarti speciali della serie, My Little Pony: Bridlewoodstock e Secrets of Starlight, andati in onda rispettivamente a giugno e novembre 2023. Nel mese di ottobre 2023, Ramakrishnan ha avuto un ruolo di doppiatrice ospite nella sitcom animata per adulti Big Mouth, dove ha interpretato Marissa, il nuovo interesse amoroso e vicina di casa della giovane versione immaginaria del co-creatore della serie, Andrew Goldberg.
Maitreyi Ramakrishnan ha fatto il suo debutto cinematografico live-action con un ruolo secondario nella commedia drammatica Slanted, che è stata presentata in anteprima l'8 marzo 2025 al South by Southwest Film & TV Festival. Nel film, ha interpretato Brindha, la migliore amica sicura di sé del protagonista, che si sottopone a un intervento chirurgico di modificazione etnica. Slanted è stato accolto positivamente dalla critica, vincendo il premio della giuria per il miglior lungometraggio narrativo al festival. La performance di Ramakrishnan è stata lodata per la sua capacità di "rubare la scena", come sottolineato da IndieWire, mentre Screen Daily l'ha definita "divertente". Jenny Nulf di The Austin Chronicle ha scritto che "ogni volta che lei appare in una scena, si distingue". Tuttavia, alcuni critici hanno notato che la sua presenza nel film fosse "non abbastanza prominente", definendola "sottoutilizzata". Successivamente, Ramakrishnan ha doppiato il personaggio di Nan-young, una giovane astronauta, al fianco di Justin H. Min nel doppiaggio inglese del film d'animazione coreano Lost in Starlight, un'opera di fantascienza e romanticismo distribuita da Netflix, che è uscita il 30 maggio 2025. Inoltre, ha avuto un altro ruolo secondario nel film Quel pazzo venerdì, sempre più pazzo della Disney, sequel di Quel pazzo venerdì (2003), interpretando Ella, una pop star, al fianco di Jamie Lee Curtis e Lindsay Lohan. Il film è uscito nelle sale il 6 agosto 2025.
Nell'aprile 2025, Maitreyi Ramakrishnan è stata annunciata come doppiatrice di The Angry Birds Movie 3, la cui uscita è prevista per gennaio 2027. Nel luglio 2025, è stato rivelato che Ramakrishnan e Priyanka Kedia saranno le co-protagoniste della commedia musicale Best of the Best di Netflix, diretta da Lena Khan. Inoltre, Ramakrishnan ha confermato la sua partecipazione al film commedia romantico The Netherfield Girls, un adattamento contemporaneo del celebre romanzo di Jane Austen Orgoglio e pregiudizio, prodotto da Netflix.

## Vita privata
Nell'ottobre 2020, Maitreyi Ramakrishnan è diventata ambasciatrice globale per l'organizzazione umanitaria Plan International Canada, impegnandosi nella promozione dei diritti delle ragazze e delle donne e nell'uguaglianza di genere. Nel 2021, è stata protagonista della campagna per l'iniziativa #NoColdShoulder del marchio di abbigliamento Nobis, un progetto volto alla raccolta e donazione di giacche usate ogni novembre.
Nel marzo 2022, Ramakrishnan ha guidato la campagna primaverile, "Members Always: Future Together", per il rivenditore di abbigliamento American Eagle, insieme a Madelyn Cline, Joshua Bassett, Michael Evans Behling, Coco Gauff e Mxmtoon.
Nel 2022, Maitreyi Ramakrishnan ha dichiarato di non prestare attenzione alle etichette o al genere della persona con cui intraprende una relazione, descrivendosi come "una persona con una personalità molto forte". Ha aggiunto: "Non mi interessa se sei un ragazzo, una ragazza o una via di mezzo".

## Filmografia

### Attrice

#### Cinema
- Quel pazzo venerdì, sempre più pazzo (Freakier Friday), regia di Nisha Ganatra (2025)

#### Televisione
- Non ho mai... (Never Have I Ever) – serie TV, 40 episodi (2020-2023)

### Doppiatrice

#### Cinema
- Red (Turning Red), regia di Domee Shi (2022)
- Lost in Starlight (이 별에 필요한), regia di Han Ji-won (2025)
- The Twits, regia di Phil Johnston (2025)

#### Televisione
- My Little Pony - Ritrova la tua magia (My Little Pony: Make Your Mark) – serie animata, 27 episodi (2022-2023)
- Big Mouth – serie animata, episodio 7x07 (2023)

## Doppiatrici italiane
Nelle versioni in italiano delle opere in cui ha recitato, Maitreyi Ramakrishnan è stata doppiata da:
- Erica Necci[53] in Non ho mai...[54]
- Sara Labidi in Quel pazzo venerdì, sempre più pazzo

Da doppiatrice è sostituita da:
- Sara Labidi[55] in Red[56]
- Martina Tamburello in My Little Pony: Ritrova la tua magia